# 公安部交通管理局
公安部交通管理局，序列号公安部十七局，简称交管或交警，是中华人民共和国公安部正司局级内设机构，属公安机关人民警察编制。

## 沿革
中华民国时期，道路交通管理各地方自行其事，甚至道路靠左还是靠右行驶都未统一规定。中华民国交通部直至1938年1月才开始领导管理公路工作。1946年元旦零时，全国改为右侧道行。

### 交通监理时期
中华人民共和国成立后，长时间内公路交通管理、车辆管理、驾驶员资格管理由交通行政部门的交通监理机构负责。
1950年2月，政务院发布《关于一九五零年公路工作的决定》确定了车辆管理、驾驶员管理及交通秩序管理的部门分工：中央及大行政区直辖的18个城市的车辆行驶由市人民政府负责，公安部门具体管理；长途汽车由公路机关管理。省属及专区属城市的车辆管理由省公路机关办理。1950年3月政务院颁布了建国后第一部“交通法规”《汽车管理暂行办法》，1950年7月中央交通部颁布了实施细则。1951年中央公安部颁布了《城市陆上交通管理暂行规则》，1955年8月国家公安部修订为《城市交通规则》。1957年6月全国人大常委会通过的《中华人民共和国人民警察条例》规定人民警察的职责包括“管理城市交通秩序、车辆和驾驶人员”。1960年国家交通部先后颁布《机动车管理办法》、《公路交通规则》。文革期间，公安部门负责交通监理的城市逐步扩大到39个。1972年3月，公安部、交通部联合颁布《城市和公路交通管理规则（试行）》，交通规则首次统一。

### 三足鼎立时期
1983年2月20日，《国务院关于公安与交通部门交通管理工作分工的通知》（国发〔1983〕47号）规定，“各省、市、自治区人民政府驻地城市、开放的旅游城市和公安部门现在管理的一百零五个城市，其交通管理工作，包括交通指挥、维护交通秩序、行车安全管理、处理交通事故以及对机动车辆的检验、驾驶人员的考试考核与发牌发证，由公安部门负责。上述城市所属县维持现状。其他城市、县镇，凡设有交通民警的，交通指挥、维护交通秩序、行车安全管理、处理交通事故的工作，由公安部门负责；机动车辆的检验、驾驶人员的考试考核和发牌发证，仍归交通部门的监理机构负责。其他所有城市、县镇、公路的交通管理工作，均由交通部门负责。交通规则、交通事故处理办法和交通违章处罚条例的制订和修订，以公安部为主。机动车及驾驶人员监理规章，包括机动车牌照、行车证、驾驶证和待理证的制订和修订，以交通部为主。交通事故、机动车和驾驶员统计，以交通部为主。全国统一的城乡公路交通标志、号志、标线，以交通部为主制订和修订。”
1984年2月27日《国务院关于农民个人或联户购置机动车船和拖拉机经营运输业的若干规定》（国发〔1984〕27号），允许私人购置车船从事营运，从事道路营运的农用拖拉机由县、市以上农机监理部门负责车辆与驾驶人员管理,加盖当地公安或交通部门公章，并由公安、交通部门对其行使交通安全管理和事故处理权。该文件确立了交通部门负责大中城市道路交通管理，公安机关负责公路和中小城市交通管理，农机行政管理部门负责农村交通管理“三足鼎立”格局。

### 八六改革时期
1985年12月，由于交通部门与农机部门就拖拉机上路管理的矛盾，国务院主要领导提出改革的要求，再历经10个月的研究、争论，国务院办公厅征求了部分省市政府秘书长、部委领导以及国务院法制局负责人意见，公安部与交通部分别提出了改革方案。1986年10月7日发布《国务院关于改革道路交通管理体制的通知》（国发〔1986〕94号）确定由公安机关统一交通管理。交通部及地方各级交通监理机构的人财物（不含养路费征收人员及其设施）成建制地划归地方各级公安部门。这是建国以来力度最大的道路交通管理体制改革（道路交通管理体制“八六改革”），确立了迄今的道路交通管理体制。1986年10月17日，公安部印发《公安部关于贯彻执行〈国务院关于改革道路交通管理体制的通知〉几点要求的通知》（〔86〕公发30号），规定交通监理机构人员（除专职征收养路费的人员外）、经费、资产成建制划归公安机关。组建交通警察队伍，承担道路交通安全管理指挥、交通事故侦查职能。各级公安机关设立交通管理处（科），对外称交通警察总队（支队、大队）。公安部三局（治安局）交通处与交通部公路局监理处合并，于1986年12月29日设立公安部交通安全管理局（十七局）。“此次道路交通管理体制的改革不涉及交通公安机构”。“交通公安机构的工作任务不变。”交通部印发了［86］交公路字773号文件，“原交通部门的公路交通监理机构、人员及其专用的房产、设施、装备等”移交公安机关。
1988年，由公安部起草、国务院发布了《中华人民共和国道路交通管理条例》。1991年公安部起草、国务院发布《道路交通事故处理办法》（国务院令第89号）。
1989年12月14日至18日，公安部在北京召开第一次全国公安交通管理工作会议。决定，为适应交通警察队伍正规化建设的特点和行使交通管理职权的需要，省、自治区、直辖市公安厅、局交通管理部门可以实行一套机构两块牌子，即交通警察总队和公安交通局（处）两个名称并用；地（市）称支队，县（市）称大队或队。地、市任免支队长，县、市任免队长，要事先征求上级公安机关的意见。

### 道交分工重划后
1992年3月31日，由于公安部与交通部在交通及公路管理上产生了分歧和矛盾，中华人民共和国国务院办公厅印发《国务院办公厅关于交通部门在道路上设置检查站及高速公路管理问题的通知》（国办发〔1992〕16号），废止1986年国发〔1986〕94号文规定的“未经公安机关批准其他部门不得设置公路检查站”的条文，规定“今后交通部门在道路上设置检查站统一由省级人民政府审批，各有关部门都要支持地方政府行使这一权力”。决定将原属公安部的公路及公路设施的修建、养护和路政、运政管理及稽征等职责划归交通部，并恢复交通部所属路政、运政执法队伍。
1993年11月10日，由于此前公安部与交通部在道路交通管理分工等方面的分歧仍未解决，国务院秘书长罗干召集会议。会议达成《关于研究道路交通管理分工和地方交通公安机构干警评授警衔问题的会议纪要》（国阅〔1993〕204号），决定道路交通的安全立法、维护交通秩序、处理交通事故、车辆安全检查、驾驶员考核和发牌发证以及交通安全宣传教育等，由公安部门负责；公路的发展规划、科研设计、建设养护、规费征收、路政、运政及有关上述工作的法规建设等，由交通部门负责。原由公安部承担的汽车维修市场行业管理职责、客运线路和班次管理职责、公路标志标线设置和管理职责及经费划归交通部。

## 机构设置
根据有关规定，公安部交管局内设机构为正处级。公安部交管局设置下列机构：

### 内设机构
- 办公室
- 秩序管理处
- 公路巡警指导处
- 事故对策处
- 车辆管理处
- 队伍建设处
- 科技管理处
- 宣传教育处
- 法制处

### 管理事业单位
- 公安部交通管理科学研究所（中国道路交通管理干部培训中心）（正司局级）

### 主管社会团体
- 中国道路交通安全协会（相当正司局级）